# Râul Broscăria
Râul Broscăria este un curs de apă, afluent al râului Recea. 